# Любисток (село)
Любисток — село в Україні, у Мокрокалигірській сільській громаді Звенигородського району Черкаської області. Населення становить 150 осіб.